# Christopher Peter Westby Perceval
Christopher Peter Westby Perceval, britanski general, * 1890, † 1967.